# 상하이 세인트 존스 대학
상하이 세인트 존스 대학(上海 Saint John's 大學)은 1920년대를 풍미한 옛 국민정부 중화민국 대륙(본토)의 개신교 계파 사립 대학교였다.
상하이 세인트 존스 대학(上海 Saint John's 大學)은 1879년 3월 24일에 첫 개교되어 1952년 2월 29일에 완전히 폐교된 어언 73년 역사의 학교이자 옛 중화민국 본토의 개신교 계파 사립 대학이었다. 1925년 3월 24일에는 반제 범종교 민족 진영의 교원들이 떨어져 나가 사립 광화 대학(私立光華大學, Kwanghua 大學)을 설립하였다. 상하이 세인트 존스 대학은 칭화 대학의 초기 교장이 여럿 나올 정도로 중국 초기의 개신교 명문 대학이었다. 1949년 12월 1일부터 1952년 2월 29일에는 광화 대학 등과 함께 폐교 절차가 진행되었고 폐교 후 교원들은 상하이의 각 대학으로 강제 전출되었다. 현재 화둥 정법대학이 이 대학의 옛 교지를 쓰고 있다. 광화 대학의 옛 캠퍼스에는 현재 둥화 대학이 자리하고 있다.